# Період 4 періодичної системи елементів
До четвертого періоду періодичної системи належать елементи четвертого рядка (або четвертого періоду) періодичної системи хімічних елементів. Будова періодичної таблиці заснована на рядках для ілюстрації повторюваних (періодичних) тенденцій у хімічних властивостях елементів при збільшенні атомного номера: новий рядок починається тоді, коли хімічні властивості повторюються, тобто елементи з аналогічними властивостями потрапляють до одного вертикального стовпчика — групи періодичної системи.
Усі атоми четвертого періоду періодичної системи мають чотири електронні оболонки. Зовнішня (четверта) електронна оболонка може бути занята максимально 18 електронами (максимальна кількість електронів для електронної конфігурації криптону — [Ar] 3d10 4s2 4p6). Таким чином, внаслідок додавання d-електронів, сьомий період містить 18 хімічних елементів, що на 10 елементів більше ніж попередній і у нього входять: калій, кальцій, скандій, титан, ванадій, хром, манган, ферум, кобальт, нікель, купрум, цинк, галій, германій, арсен, селен , бром і криптон. Перші два з них -  калій і кальцій, входять в s-блок періодичної таблиці, десять наступних є d-елементами, а інші відносяться до р-блоку. Отже, слід звернути увагу, що заповнені 3d-орбіталі з'являються тільки у елементів четвертого періоду періодичної системи. Всі елементи цього періоду мають стабільні ізотопи, всі вони зустрічаються в природі.
| Група  | 1    | 2     | 3     | 4     | 5    | 6     | 7     | 8     | 9     | 10    | 11    | 12    | 13    | 14    | 15    | 16    | 17    | 18    |
|        | I    | II    |       |       |      |       |       |       |       |       |       |       | III   | IV    | V     | VI    | VII   | VIII  |
| Символ | 19 K | 20 Ca | 21 Sc | 22 Ti | 23 V | 24 Cr | 25 Mn | 26 Fe | 27 Co | 28 Ni | 29 Cu | 30 Zn | 31 Ga | 32 Ge | 33 As | 34 Se | 35 Br | 36 Kr |

| Лужні метали | Лужноземельні метали | Лантаноїди | Актиноїди | Перехідні метали | Постперехідні метали | Напівметали | Неметали | Галогени | Інертні гази |